# Георг Антон Валдбот фон Басенхайм
Георг Антон Валдбот фон Басенхайм (на немски: Georg Anton Waldbott von Bassenheim; † 29 юли 1675) е фрайхер от род Валдбот фон Басенхайм при Кобленц.
Той е третият син (от шест деца) na Антон Валдбот фон Басенхайм († 1640) и Ирмгард фон Брайдбах († 1627), дъщеря на Ханс Якоб фон Брайдбах, цу Бюресхайм († 1588) и Гертруд Шал фон Бел († 1614). Братята и сестрите му умират преди него.

## Фамилия
Георг Антон Валдбот фон Басенхайм се жени на 18 септември 1633 г. за Агата Мария фон Шьонборн (* ок. 1607; † сл. 1633), дъщеря на фрайхер Георг Фридрих фон Шьонборн († 1613/1615) и фрайин Мария Барбара фон дер Лайен (1582 – 1631), дъщеря на Филип Ервайн фон дер Лайен († 1593) и Анна дон Хепенхайм/фон Заал († сл. 1572). Съпругата му Агата Мария е сестра на Йохан Филип фон Шьонборн (1605 – 1673), курфюрст и архиепископ на Майнц (от 1647), княжески епископ на Вюрцбург (от 1642) и епископ на Вормс (от 1663). Те имат седем деца:
- Катарина Урсула Валдбот фон Басенхайм
- Мария Якобея Валдбот фон Басенхайм
- Мария Салома Валдбот фон Басенхайм, омъжена I. за Винанд фон Гертцен-Зингиг, II. на 23 януари 1661 г. за фрайхер Франц Винанд фон Айнатен цу Нойербург (* 1626), син на Адолф фон Айнатен, цу Нойбург, Гюлпен, Маргартен († 1654) и Анна Мария фон Варсберг
- Мария Магдалена Маргарета Валдбот фон Басенхайм
- Магдалена Елизабет Валдбот фон Басенхайм († 1705)
- Георг Швайкхард Валдбот фон Басенхайм († 12 юли 1664)
- Йохан Филип Валдбот фон Басенхайм (* 12 февруари 1643; † 9 февруари 1681), фрайхер, женен на 24 юни 1665 г. за фрайин Мария Катарина фон и цу Франкенщайн (* 1650; † януари 1716), дъщеря на фрайхер Йохан Петер фон и цу Франкенщайн (1620 – 1689) и София Маргарета фон Баумбах (1615 – 1681); имат 9 деца